# Metaseiulus johnsoni
Metaseiulus johnsoni är en spindeldjursart som först beskrevs av Mahr 1979.  Metaseiulus johnsoni ingår i släktet Metaseiulus och familjen Phytoseiidae. Inga underarter finns listade i Catalogue of Life.